# Pamela Blake
Pamela Blake, geborene Adele Pearce (* 6. August 1915 in Oakland, Kalifornien; † 6. Oktober 2009 in Las Vegas, Nevada) war eine US-amerikanische Schauspielerin.

## Leben
Blake wurde als Adele Pearce geboren. Im Alter von 17 Jahren gewann sie einen Schönheitswettbewerb und kam nach Hollywood. 1934 erhielt Blake von dem Regisseur Richard Wallace ihre erste Filmrolle: eine kleine Nebenrolle als Schulmädchen in dem Kinofilm Eight Girls in a Boat. Bis 1938 spielte sie weiterhin winzige Nebenrollen, bei denen sie in der Regel nicht einmal im Abspann genannt wurde. 
Ihre erste Hauptrolle als Sally Jeffers erhielt sie dann 1938 in dem Western The Utah Trail an der Seite von Tex Ritter. Blake wurde daraufhin auch in den Western Der Bandit von Wyoming (Wyoming Outlaw) und The Omaha Trail als weibliche Hauptdarstellerin verpflichtet. Zwischen 1938 und 1942 spielte Blake Hauptrollen in unterschiedlichen Filmgenres: Komödie, Drama, Kriminalfilm, Thriller und Musical. 1941 hatte sie eine Nebenrolle in der Screwball-Komödie Mr. und Mrs. Smith unter der Regie von Alfred Hitchcock.
1942 wurde sie von MGM unter Vertrag genommen und trat ab diesem Zeitpunkt unter ihrem Künstlernamen Pamela Blake auf. Im selben Jahr spielte sie gemeinsam mit Veronica Lake und Alan Ladd in dem klassischen Film noir Die Narbenhand (This Gun for Hire). 1942 war sie weiters in der seinerzeit populären Komödie Maisie Gets Her Man mit Ann Sothern und Red Skelton zu sehen. 1956 spielte sie in dem Krimi Chick Carter, Detective. Ihre letzte Filmrolle hatte sie 1954 in Adventures of the Texas Kid: Border Ambush. 
Nach dem Zweiten Weltkrieg übernahm Blake auch Rollen in einigen Fernsehfilmen und Fernsehserien. Anfang der 1950er Jahre spielte sie in den TV-Western-Serien The Cisco Kid und The Range Rider. Insgesamt hatte sie fast fünfzig größere und kleinere Filmrollen.
1953 zog Blake nach Las Vegas um und zog sich sukzessive aus dem Showgeschäft zurück, um sich ihrer Familie und der Erziehung ihrer Kinder zu widmen. Blake war insgesamt dreimal verheiratet.
Blake starb im Oktober 2009 in einem Pflegeheim in Las Vegas an Altersschwäche.

## Filmografie (Auswahl)
- 1934: Eight Girls in a Boat
- 1936: One in a Million
- 1937: Bühneneingang (Stage Door)
- 1938: The Utah Trail
- 1939: Der Bandit von Wyoming (Wyoming Outlaw)
- 1941: Mr. und Mrs. Smith (Mr. & Mrs. Smith)
- 1942: Die Narbenhand (This Gun for Hire)
- 1942: Maisie Gets Her Man
- 1942: The Omaha Trail
- 1942: Dr. Gillespie’s New Assistant
- 1943: Der unbekannte Gast (The Unknown Guest)
- 1945: Why Girls Leave Home
- 1946: Der Geheimnisvolle Gast (Mysterious Intruder)
- 1946: Die Ausreißerin (The Runaround)
- 1946: Chick Carter, Detective
- 1948: Terror am Kilometerstein 13 (Highway 13)
- 1949: Zorro im Wilden Westen (Ghost of Zorro)
- 1950: Gauner, Gangster, schöne Mädchen (The Daltons’ Women)
- 1950: Kugeln, Gold und Feuerwasser (Gunfire)
- 1950: The Cisco Kid (Fernsehserie, 3 Folgen)
- 1952: Waco
- 1952–1953: The Range Rider (Fernsehserie, 3 Folgen)
- 1954: Adventures of the Texas Kid: Border Ambush
- 1990: Salvation Guaranteed (Kurzfilm)